# 稲垣正司
稲垣 正司（いながき せいし、1978年2月3日 - ）は、日本のバトントワリング選手、バトントワラー。北海道札幌市生まれ、広島県広島市出身。身長176cm、体重72kg。

## 経歴
姉の影響で6歳からバトンを始め、バトン教室に通い本格的に打ち込んだ。120人の教室の生徒のうち男子は稲垣一人だったという。1988年小学5年生で世界選手権に出場しジュニア部門で銀メダル。翌6年生から5年連続で優勝し金メダルを獲得した。中学から高校までは大阪にあるPL学園に進み1996年立命館大学産業社会学部進学。立命館大学バトントワリング部を創部し構成振付・指導も担当。
この間1995年17歳の時、世界選手権・男子個人シニア部門で優勝、以降2005年まで前人未到の11年連続優勝。世界選手権で獲得した金メダルの合計は史上最多の23個に上る。また、全日本選手権でのグランドチャンピオン獲得回数も史上最多の20回。大学卒業後も現役選手を続けながら同大監督として後輩を指導、また各地の教室で指導や演技を披露している。
2006年夏、ミュージカルパフォーマンス『ブラスト2 MIX』に唯一の日本人キャストとして出演、日本全国11都市を回った。
2008年より、千葉県浦安市の『シルク・ドゥ・ソレイユ シアター東京』で開催されるシルク・ドゥ・ソレイユ常設ショー『ZED』（2008年8月より試験公演開始、2008年10月1日より正式開催、2011年12月31日公演終了）に唯一の日本人出演者として出演していた。
2024年、週刊誌にクラブチーム内の性被害事案に関するスキャンダルが報じられた。

## 著書
- 魔法のバトン: バトントワラー稲垣正司は冒険する。（2012年5月、芸術生活社、ISBN 978-4328013003）